# アパルナー・ダース
アパルナー・ダース（Aparna Das、1995年9月10日 - ）は、インドのマラヤーラム語映画、タミル語映画で活動する女優。2018年に『Njan Prakashan』で女優デビューし、2023年に出演した『Dada』ではフィルムフェア賞 タミル語映画部門審査員選出女優賞を受賞している。

## 生い立ち
1995年9月10日にマスカットで暮らすマラヤーリ家庭に生まれ、ガンゴトリの英語学校とダルサイトのインド人学校で初等教育を受けた後、コーヤンブットゥールのシュリー・クリシュナ芸術科学大学に進学した。大学卒業後は会計士として働きながら、学生時代から引き続き雑誌モデルとしても活動していた。

## キャリア
2018年に『Njan Prakashan』で女優デビューを果たした。彼女のTikTok動画を目にしたサティヤン・アンティカドから出演を持ちかけられたことが出演のきっかけだったという。同年には『Manoharam』でヴィニート・シュリーニヴァーサンとも共演している。2022年は『Beast』でタミル語映画デビューし、続けて言出演した『Dada』では演技を絶賛され、フィルムフェア賞 タミル語映画部門審査員選出女優賞を受賞した。2023年には『Aadikeshava』でテルグ語映画デビューしている。

## 私生活
2024年4月24日にマラヤーラム俳優のディーパク・パランボールと結婚した。

## フィルモグラフィー

### 映画
| 年   | 作品                      | 役名                       | 備考         | 出典   |
| ---- | ------------------------- | -------------------------- | ------------ | ------ |
| 2018 | Njan Prakashan            | バーフエヤンの片思いの相手 |              | [ 7 ]  |
| 2019 | Manoharam                 | シュリージャー             |              | [ 7 ]  |
| 2022 | Beast                     | アパルナー                 | タミル語映画 | [ 7 ]  |
| 2022 | Priyan Ottathilanu        | ニーナ                     |              | [ 7 ]  |
| 2023 | Dada                      | シンドゥ                   | タミル語映画 | [ 8 ]  |
| 2023 | Aadikeshava               | ヴァジュラ                 | テルグ語映画 | [ 9 ]  |
| 2024 | Secret Home               | アーヤナ                   |              | [ 10 ] |
| 2024 | Secret                    |                            |              | [ 11 ] |
| 2024 | Anand Sreebala            | シュリーバーラ             |              | [ 12 ] |
| 2025 | Written & Directed by God |                            |              | [ 13 ] |

### ミュージックビデオ
| 年   | 作品            | 言語           | 出典   |
| ---- | --------------- | -------------- | ------ |
| 2021 | Neeyam Nizhalil | マラヤーラム語 | [ 14 ] |

## 受賞歴
| 年                                | 部門                              | 作品                              | 結果                              | 出典                              |
| フィルムフェア賞 南インド映画部門 | フィルムフェア賞 南インド映画部門 | フィルムフェア賞 南インド映画部門 | フィルムフェア賞 南インド映画部門 | フィルムフェア賞 南インド映画部門 |
| --------------------------------- | --------------------------------- | --------------------------------- | --------------------------------- | --------------------------------- |
| 2024年                            | タミル語映画部門主演女優賞        | 『Dada』                          | ノミネート                        | [ 15 ] [ 16 ]                     |
| 2024年                            | タミル語映画部門審査員選出女優賞  | 『Dada』                          | 受賞                              | [ 15 ] [ 16 ]                     |